# Førslev Kirke
Førslev Kirke ligger ved godset Førslevgaard, ca. 13 km NV for Næstved (Region Sjælland). Indtil Kommunalreformen i 2007 lå den i Fuglebjerg Kommune (Vestsjællands Amt), og indtil Kommunalreformen i 1970 lå den i Øster Flakkebjerg Herred (Sorø Amt).
Kirken har tilhørt den nærliggende herregård Førslevgaard fra 1544 til 1914. Kor og skib er opført i romansk tid af rå og kløvet kamp iblandet groft tilhugne granitkvadre. Den romanske kirke har haft apsis, som allerede forsvandt i middelalderen, de oprindelige døre mod syd og nord samt oprindelige vinduer kan anes i murværket. I senromansk tid blev skibet forlænget mod vest og dørene blev flyttet mod vest, disse kan ligeledes anes i murværket. O.1500 blev koret forlænget mod øst, denne forlængelse fungerer i dag som sakristi, samtidig blev tårnet opført. Kapellet mod nord er opført i 1600-tallet som gravkapel for Førslevgårds ejere. I vestindgangens forhal ses gravsten for Joachim Beck (død 1572) og Anne Ravensberg (død 1573) samt over Lave Beck (død 1607) og Agathe Grubbe (død 1623). Kirken blev hovedrepareret i 1892.
I anden halvdel af 1300-tallet fik koret indbygget kuppelagtigt krydshvælv med rudimentære dværgsøjler i hjørnerne. Altertavlen i bruskbarok er i Abel Schrøders stil, storfeltets maleri er fra o.1700. Prædikestolen svarer til altertavlen. Stoleværket har gavltopstykker fra 1653 og våben for Lave Beck og Margrethe Grubbe.
Kor og korbue er udsmykket med kalkmalerier. I korbuen og på korets nordvæg ses kalkmalerier fra o.1200, i korets hvælv ses kalkmalerier fra slutningen af 1300-tallet. I korbuen ses Kristus og to stiftere, på nordvæggen ses scener fra Jesus barndomshistorie. I korhvælvet ses scener fra Passionen til Himmelfarten, desuden ses våben for Finkenow, Moltke og Markmand, der daterer kalkmalerierne til mellem 1381 til 1386.
Den gotlandske kalkstensfont er en Fabeldyrfont fra 1300-tallet, på den ottekantede kumme ses i relief Kong Olav, Løver og en række brystbilleder.

## Galleri
- Kirkerummet
- Kalkmalerier
- Gravsten for Joachim Beck og Anne Ravensberg

## Eksterne kilder og henvisninger
- Wikimedia Commons har flere filer relateret til Førslev Kirke
- Førslev Kirke Arkiveret 28. oktober 2020 hos  Wayback Machine på gravstenogepitafier.dk
- Førslev Kirke Arkiveret 31. januar 2011 hos  Wayback Machine på nordenskirker.dk
- Førslev Kirke Arkiveret 18. oktober 2014 hos  Wayback Machine hos KortTilKirken.dk
- Førslev Kirke Arkiveret 18. oktober 2014 hos  Wayback Machine i bogværket Danmarks Kirker (udg. af Nationalmuseet)